# 大津愛理
大津愛理（日语：／ Ōtsu Airi，3月15日—），日本女性配音員。出身於東京都。remax所屬。身高172cm。O型血。

## 人物介紹
資格：小學、初中和高中教師執照，正傳勤勞者空手道初級一段。

## 演出
粗體字表示主要角色。

### 電視動畫
2014年
- 金田一少年之事件簿R（廣播）
- 東京殘響（和田、女B）
- 四月是你的謊言（梨田的老師[2]）
- selector infected WIXOSS（二瀨文緒的母親）
- 大圖書館的牧羊人（女學生3、女服務生2、女子）
- 乒乓（嗶子）

2015年
- 女武神驅動 美人魚（處女守的母親）
- 銀魂゜（錄影帶出租店店員、黑之教師）
- Go！Princess 光之美少女（麥克貓）
- 你好!! 黃金拼圖（通行人）
- 櫻桃小丸子 (第2期)（京子）
- 純潔的瑪利亞（居民女B）
- 魔物娘的同居日常（多拉珂[3][4]）

2016年
- Active Raid -機動強襲室第八係- 2nd（女孩子、女性圍觀者）
- 超自然9人組（伯母、女性記者）
- Classica Loid（主婦、母親）
- 男子啦啦隊!!（女子2）
- 高校艦隊（等松美海[5]）
- 舞武器·舞亂伎（廣播）
- 輕拍翻轉小魔女（村民、鄰居）
- 魔奇少年 辛巴達的冒險（女客A）
- Regalia 三聖星（少年）

2017年
- 亞人醬有話要說（教師）
- 人渣的本願（前輩女子B、司書、粟屋麥〈幼年時期〉）
- Rewrite（主持人）
- 烏菈菈迷路帖（雪見小梅的母親）
- 時間飛船24（村莊女兒1）
- 南鎌倉高校女子自行車社（女教師A）
- ID-0（警備2、操作員B）
- 半獸人的煩惱（少年（少年時期的會長））
- 偶像大師SideM（女顧客、語音教練[6]、小孩）
- 奇諾之旅 -the Beautiful World- the Animated Series（中年女性）
- 食戟之靈 餐之皿（女學生B）

2018年
- 童話魔法使（2018年—2019年，瑪莉亞·拉斯普亭[7]）
- Fate/EXTRA Last Encore（少女警官）
- 妖精森林的小不點（甜甜圈店店員、昴）
- citrus ～柑橘味香氣～（男子）
- 惡魔高校D×D HERO（萊昂納多、密蘇拉）
- 黃金神威（村莊女性、城市女性）2系列
- 重神機潘多拉（主持人、士兵）
- 昴宿七星（日下希的母親）
- 青春豬頭少年不會夢到兔女郎學姊（櫻島麻衣的母親）
- 隔壁的吸血鬼美眉（店員）
- 我讓最想被擁抱的男人給威脅了。（夏目繭）
- 錢進球場（女主持人）

2019年
- 盾之勇者成名錄（影）
- 荒野的壽飛行隊（村莊女性）
- 關於我轉生變成史萊姆這檔事（姐姐）
- 約會大作戰III（鳶一摺紙的母親）
- 魔法水果籃 (2019年版)（女教師、阿姨、學生）
- JoJo的奇妙冒險 黃金之風（女性看守A、監察醫生〈莫妮卡·由魯特洛〉）
- 滿月之戰（老師）
- 非洲的動物上班族（獅子的妻子）
- 星合之空（布津凛太朗的母親）
- 籃球少年王（舞）

2020年
- 寵物（日语：ペット (漫画)）（悟的母親、飯店女服務員）
- 最響神相撲道！（日语：最響カミズモード!）（2020年—2021年，岸海征[8]）

2021年
- Re:從零開始的異世界生活 2nd season（奧托的兄長〈少年時期〉）
- LEGO Friends（英语：レゴ フレンズ）（米亞）
- 急戰5秒殊死鬥（女高中生）

2022年
- BLEACH 千年血戰篇（死神）

### 電影動畫
- 好想大聲說出心底的話。（2015年，主婦）
- 劇場版Infini-T Force/科學小飛俠 再見了朋友（2018年，女性操作員）
- 青春豬頭少年不會夢到懷夢美少女（2019年，櫻島麻衣的母親）
- 劇場版 高校艦隊（2020年，等松美海[9]）

### OVA
- 食戟之靈 巧的下町合戰（2016年，女性工作人員）[注 1]
- OVA 高校艦隊（2017年，等松美海）

### 遊戲
年份不詳
- 777 Fighter（高瀨綾）
- 英雄放置（雪月華空、示拉、大道薄野）

2016年
- 奇妙人生（史特拉、科特尼[10]）
- Furi（日语：Furi）（巴斯特[11]）

2017年
- 新槍彈辯駁V3 大家的自相殘殺新學期（女）
- 花朧 ～戰國傳亂奇～（上杉謙信[12]）
- 重力異想世界完結篇（卡莉·安吉）
- 千之刃濤、桃花染之皇姬（更科睦美[13]）

2018年
- 編隊少女（日语：編隊少女 -フォーメーションガールズ-）（風見蝦米[14]）
- 奇妙人生：風暴之前（瑞秋・安柏[10]）
- 怪物彈珠（2018年 - 2025年 畢達哥拉斯[15]、Shringara Love[15]、太公望[15]、薇兒丹蒂[15]、伊波美代[16]、Shrin＆Gara[17]）
- 問答RPG 魔法使與黑貓維茲（2018年 - 2023年 御影杏／英格瑪早安榮耀、的媽媽[18][19][20]）
- 審判之眼：死神的遺言（美佳）

2019年
- 高校艦隊 指尖艦隊戰鬥！（等松美海）
- 交鋒聯盟（日语：ファイトリーグ）（巫婆[21]）
- 言靈戰士（日语：共闘ことばRPG コトダマン）（2019年 - 2022年 伊邪那美[22]、Shringara Love[23]）

2020年
- 明日方舟（梓蘭、纏丸[24]）
- D×2 真·女神転生 Liberation（日语：D×2 真・女神転生 リベレーション）（[1]）
- 人中之龍7 光與闇的去向（白川清惠[25]）
- 碧藍幻想（夏多菈的媽媽[26]）

2021年
- JACKJEANNE（日语：ジャックジャンヌ）
- 東方彈幕神樂（日语：東方ダンマクカグラ）（八意永琳[27]）

2022年
- Radiant Tale 絢爛傳說（菲洛[28]）
- LOST EPIC（潛伏在聖域的少女[29]）
- 音速小子 未知邊境（可可[30]）
- 魔法使之夜
- 魔女異聞錄：伊絲塔利亞傳說（金拉米）
- 終末陣線：伊諾貝塔（泰瑞亞）
- 鬼線：東京（OL）

2023年
- 星際大戰 絕地：倖存者（桑塔里・克里）
- 9 R.I.P.（逸色絢芽[31]）
- 機戰傭兵VI 境界天火
- Radiant Tale 絢爛傳說 ～出場樂～（菲洛[32]）
- Fate/Samurai Remnant（女人 老人 溫柔[33]）

2024年
- 碧藍幻想Relink
- 最終幻想VII 重生
- 劍與遠征：啟程（薇拉）

### 外語配音

#### 演員
凱蒂·洛茨
- 綠箭宇宙
  - 綠箭俠（莎拉·蘭斯（英语：Sara Lance）／黑金絲雀）
  - 侵入！（英语：Invasion! (Arrowverse)）（莎拉·蘭斯／白金絲雀）
  - 明日傳奇（莎拉·蘭斯／白金絲雀）
- 特種進化（英语：The Machine (film)）（伊娃／機器）

#### 電影
- 美國狙擊手（少年時期的克里斯·凱爾）
- 安妮（魚之女神薩卡納[34]）
- 水行俠（女教師[35]）
- 奧圖瑪塔（英语：Autómata）（瑞秋·沃肯〈布芮琪·約·夏森（英语：Birgitte Hjort Sørensen）〉）
- 大黃蜂（電視女性[36]）
- 驚奇隊長（女性廣播[37]）
- 成人世界（BMW女子）
- 亡命賽車2050（安妮·蘇利文〈梅兒西·米勒（英语：Marci Miller）〉）
- 一吻巴黎（秘書）
- 安眠醫生（溫蒂·托倫斯〈艾莉克絲·伊索（英语：Alex Essoe）〉[38]）
- 奇異博士（金髮女性[39]）
- 嘻哈宅男真藥命（英语：Dope (2015 film)）（莉莉‧雅各比〈香奈兒·依曼〉）
- 無人機大戰（凱特）
- 終極救援（曼蒂）
- 喪屍足球（英语：Goal of the Dead）（索琳）
- 控制
- 性福特訓班（莫莉〈玫琳·愛爾蘭（英语：Marin Ireland）〉）
- 黑暗之中（英语：In Darkness (2018 film)）（維諾妮卡·拉蒂奇〈艾蜜莉·瑞特考斯基〉）
- 孤島風雲（妮娜〈瑪麗·艾格洛浦路斯〉）
- A片女神深喉嚨（英语：Lovelace (film)）（蕾貝卡〈克蘿伊·塞凡妮〉）
- 瘋狂麥斯：憤怒道（小笨〈艾比·麗·科肖〉[40]）※劇院公映版。
- 思維空間（英语：Mindscape (film)）（蘇珊·莫瑞克）
- 老媽之夜（英语：Moms' Night Out）（伊茲）
- 移動城市：致命引擎（雅斯米娜·拉希德〈法蘭基·亞當斯〉[41]）
- 瞞天過海：八面玲瓏（潘妮洛碧·史特恩〈達科塔·芬妮〉、凱蒂·荷姆斯[注 2][42]）
- 珊蒂別傳（朵莉）
- 逃出鎔爐（蓮納·泰勒〈柔伊·莎達娜〉）
- 波西傑克森：妖魔之海（泰麗雅·葛瑞斯〈帕洛瑪·奎特科夫斯基（英语：Paloma Kwiatkowski）〉）
- 情場大玩咖（巴布〈茱蒂·葛瑞兒〉）
- 一級玩家（女豹阿凡達[43]）
- 跑啊！男孩！快跑啊！（英语：Run Boy Run (film)）（赫曼太太〈珍娜特·漢恩（英语：Jeanette Hain）〉）
- 絕地逃亡（以斯帖·李[44][45]）
- 倒數行動（喬伊斯·蘇）
- 即刻救援3（克萊兒）
- 忍者龜：破影而出（吉兒〈吉兒·馬丁（英语：Jill Martin）〉[46]）
- 搶精大作戰（英语：The Babymakers）（格蕾塔）
- 恐怖海灣（史蒂芬妮〈克莉絲汀·康諾利〉）
- 辦公室大狂殺（琳卓·芙蘿雷〈安卓·亞霍娜〉）
- 厲陰宅3：是惡魔逼我的（茱蒂·華倫〈史特琳·傑林斯（英语：Sterling Jerins）〉[47]）
- 黑塔（艾拉·尚皮尼翁〈金秀賢〉）
- 大魔術師（悅客茶樓樓主的妹妹）
- 閣樓殺機（英语：The Loft (film)）（安·莫利斯〈瑞秋·泰勒〉）
- 絕命公車站（英语：The Similars）（伊琳）
- 諜影殺機（池東哲的妻子）
- 全面封鎖（諾瑪[48]）
- 好孕大作戰（莫莉）

#### 電視影集
- 諜影迷情（維奧萊特·休斯〈艾瑪·菲姿派翠克〉）
- CSI犯罪現場 (第13季)（塔拉·顏森）
- 福爾摩斯與華生
- 冰與火之歌：權力遊戲[49]
- 鐵杉樹叢（珍妮·弗雷德里克斯）
- 謀殺入門課（溫蒂·帕克斯檢察官〈艾莉西亞·瑞納（英语：Alysia Reiner）〉）
- 仙履奇緣 I Do I Do（劉多仁〈韓智婉〉）
- 葉問（朱美頓〈雅妮〉）
- 楚漢傳奇（燭花、劉盈）
- 法網遊龍：英國（英语：Law & Order: UK）（賽琳娜·傑克遜）
- 陸貞傳奇（沈嘉敏）
- 面對面（英语：Locked Up (TV series)）（薩拉伊·巴爾加斯）
- 緝凶：飛機炸彈客（塔比·米爾格瑞姆〈姬莎·卡索-休斯〉[50]）
- 月之戀人—步步驚心：麗（皇甫妍華〈姜漢娜〉[51]）
- 駭客軍團（夏拉·尼可〈弗蘭基·肖（英语：Frankie Shaw）〉）
- 重返犯罪現場（姬瓦·大衛〈蔻特·德·帕布羅（英语：Cote de Pablo）〉）
- 黑色孤兒（艾恩斯莉·諾里斯、德爾菲娜·寇米耶）
- 異鄉人：古戰場傳奇（莉兒麗、哈米什、塔瑪斯）
- 英國恐怖故事（卡洛琳·法蘭克斯坦）
- 美少女的謊言 (第3季)（貝瑟尼／莎拉·哈維（英语：Sara Harvey (Pretty Little Liars)））
- 蘭陵王（玉兔、紅萼）
- 復仇
- 反恐特警組（安妮·凱伊）
- 閉嘴！花美男樂團
- 沉睡谷（葛蕾絲·迪克森）
- 星際爭霸戰：發現號（艾里亞姆少校〈漢娜·切斯曼（英语：Hannah Cheesman）〉、崔西·波勒、俘虜）
- Start-Up（元仁才〈姜漢娜〉[52]）
- 勇者逆襲 (第2季)（盧卡斯的妻子）
- 末日孤艦（卡拉·福斯特上尉〈瑪麗莎·內特林（英语：Marissa Neitling）〉）
- 終極大亨（凱瑟琳·摩爾〈多米妮克·麥克艾麗戈特〉）
- 模範愛侶（艾比·溫布瑞〈達科塔·芬妮〉）
- 創始吸血鬼（芙蕾雅·米卡森）
- 衛子夫（童年時期的段宏）
- 扭曲的青春（英语：Twisted (TV series)）（安迪·鄧）
- 記憶神探 (第2季)（佩特拉·柯綺莉）
- 哈啦夏令營：入營第一天（英语：Wet Hot American Summer: First Day of Camp）（琳賽〈伊莉莎白·班克斯〉）

#### 動畫
- 大英雄天團（機器人戰鬥場的女性2[53]）
- 恰恰特快車（英语：Chuggington）（泰恩[54]）
- 海底總動員2：多莉去哪兒？（母親[55]）
- 尖叫旅社3：怪獸假期（露西[56]）
- 怪獸大學[57]（凱莉·威廉士）
- 小腳怪（可卡[58]）
- 鬼靈精（布的妻子1[59]）
- 沃島英雄傳
- 動物方城市（女性美洲豹[60]）

### 旁白
- 晚安，咕咕朋友，小熊維尼
- 一起入睡吧，甜蜜的旋律
- 小熊維尼 6WAY 健身房可變形旋轉木馬
- 小熊維尼會說話的步行車
- 可變形坐式健身桌
- （凱莎琳）
- KUMON
- 鞋品配送中心及鞋品廣場（店內VP）

### 柏青哥
- CRG1DREAM ～最強馬決定戰（賣場店員／沙耶香）

### 廣播劇
- 童話魔法使（2018年，瑪莉亞·拉斯普亭）[注 3]

### 舞台
- YANAGAWA ～episode0～

### 活動
- 練馬動畫嘉年華2011

### CD
- Betogether
- Love☆乙女☆Countdown！

### 其它
- CHRONO（由奈）
- GET REVENGE（朱莉）
- Writer＇sBlock（玉川理沙）
- Heading North（君塚繪）
- Kaunet（日语：カウネット）WEB內容商品介紹VP
- 常和控股VP
- 密室遊戲準確率搜査官御子柴岳人（矢口真理惠）

## 音樂作品

### 角色歌曲
| 發行日期 | 商品名稱 | 歌             | 樂曲   | 備註                                                                         |
| 2019年   | 2019年   | 2019年         | 2019年 | 2019年                                                                       |
| -------- | -------- | -------------- | ------ | ---------------------------------------------------------------------------- |
| 11月11日 | —        | ENIGMA FLOWERS | 「」   | 遊戲《問答RPG 魔法使與黑貓維茲》內活動「五顏六色！ENIGMA FLOWERS」片頭主題曲 |

## 腳註

## 外部連結
- 大津 愛理｜REMAX （日語）
- ｍｅｏｏｏｏｏｗ！，存于 （日語）—大津愛理的官方個人部落格。
- 大津愛理的X（前Twitter） （日語）